# Gare de Saint-Gilles-Croix-de-Vie
Gare de Saint-Gilles-Croix-de-Vie – stacja kolejowa w Saint-Gilles-Croix-de-Vie, w departamencie Wandea, w regionie Kraj Loary, we Francji.
Obecnie jest to stacja Société nationale des chemins de fer français (SNCF) obsługiwana przez pociągi regionalne TER Pays de la Loire, przemieszczających się pomiędzy stacjami Nantes i Saint-Gilles-Croix-de-Vie.

## Historia
Pierwotnie stacja została zbudowana w 1881 roku w pobliżu portu Croix-de-Vie, by transportować m.in. ryby do Nantes. Została zamknięta w czasie II wojny światowej, i ponownie otwarta w latach 1970 i 1982 w przypadku braku regularnych linii.